# The Sounds
The Sounds su švedski rock sastav, osnovan u Helsingborgu 1998. godine. Zvuk sastava je karakterističan spoj punka, indie rocka i synthpopa, a često se uspoređuje sa sastavima novog vala kao što su Blondie, The Cars, Epoxies i Missing Persons.
Kroz više od 20 godina rada, objavili su šest studijskih albuma i jedan EP.

## Povijest

### Osnivanje
The Soundse su 1998. godine osnovali prijatelji Félix Rodríguez, Maja Ivarsson, Johan Bengtsson i Fredrik Blond, u Helsingborgu, Švedska. Budućeg člana, gitarista i klavijaturista Jespera Anderberga, koji je ujedno i najmlađi član, upoznali su slučajno na Hultsfred Festivalu. Ime sastava odlučeno je tek mjesecima kasnije, nakon puta u London. Prije no što je postala pjevačica sastava, Ivarsson je svirala električnu gitaru u nekoliko lokalnih rock sastava.

### Living in America
Debitantski album sastava iz 2002. godine, Living in America, snimljen je u Stockholmu, a producirali su ga Adel Dahdal i Jimmy Monell. Osvojio im je nagradu "Najbolje pridošlice", Grammy, i četvrto mjesto na švedskim glazbenim ljestvicama. Osim u Švedskoj, album je postigao pristojan uspjeh i u SAD-u. Sastav je odsvirao više od 500 koncerata od izdanja albuma, što uključuje i Warped turneju 2004. godine. Godine 2006., ponovno sviraju na Warped turneji, no ovoga puta na velikoj pozornici. Kroz isto razdoblje, bili su na turnejama sa sastavima Foo Fighters, The Strokes, Morningwood, Angels & Airwaves, +44, Mando Diao, i Panic! at the Disco.
U SAD-u, sastav je imao nekoliko televizijskih gostovanja i pojavljivanja u američkim časopisima. Također su prikupili poznate obožavatelje, kao što su Dave Grohl, Pharrell, Quentin Tarantino, Thomas Johnson, Robin Botten, Bam Margera i njegova bivša žena Missy Margera, David Desrosiers, Ben Khodadad i Britney Spears. Sastav je nekoliko puta izjavio kako za promociju glazbe koriste isključivo koncerte i osobne izjave. Dave Grohl nosi majicu omota Living in America u prvoj verziji glazbenog videa za Foo Fightersovu pjesmu "Times Like These".

### Dying to Say This to You
Drugi album, Dying to Say This to You, snimljen je u studiju Studio 880 u Oaklandu, Kalifornija, a producirao ga je Jeff Saltzman (producent debitantskog albuma The Killersa Hot Fuss i dvaju pjesama s Blondieovog Panic of Girls).  Na Europsku turneju krenuli su u rujnu te im se u listopadu pridružio sastav Panic! at the Disco. Turneja je uključivala koncert u Londonu i drugim većim Europskim gradovima. Nakon turneje, The Soundsi krenuli su na turneju po SAD-u, koju su započeli s "tajnim koncertom" za koji su informacije dali na MySpaceu. Predgrupa većine koncerata bio je sastav Shiny Toy Guns. Na kraju, The Soundsi su odsvirali oko 200 koncerata 2006. godine, od kojih je više od pola bilo u SAD-u.
Početkom listopada 2007. godine, The Soundsi su krenuli u svjetsku turneju po zapadnoj Europi i Australiji.
Pjesma s debitantskog albuma, "Hurt You", korištena je u jednoj reklami koja se emitirala početkom 2008. godine.
ČasopisBlender uvrstio je Maju Ivarsson u svoju listu "Najljepših žena ... u rocku".
The Soundsi su proslavili desetu godišnjicu albuma Dying to Say This to You s turnejom u SAD-u i Kanadi, od 15. studenog do 20. prosinca 2016. godine. Na turneji su svirali sve pjesme s albuma, a i novi singl "Thrill" (objavljen 10. studenog 2016.) i nekoliko pjesama s ranijih albuma Living In America i Crossing the Rubicon.

### Crossing the Rubicon
The Soundsi objavljuju treći studijski album Crossing the Rubicon, 2. lipnja 2009. kroz diskografske kuće Original Signal Recordings (SAD i Kanada) i Arnioki Records (nezavisna). Album produciraju Mark Saunders, James Iha i Adam Schlesinger. Album je miksao Tim Palmer (Bowie, Pearl Jam, HIM, Cure) u svom studiju '62 Studios. Pjesmu s albuma "No One Sleeps When I'm Awake", koja ujedno i prvi singl s albuma, odsvirali su na Last Call with Carson Daly 12. veljače 2009. godine.  Pjesma se također pojavljuje u epizodi "Haunted" serije Vampirski dnevnici. Ime albuma inspirirano je izjavom Julija Cezara, a simbolizira prelaženje na nezavisnu diskografsku kuću. Drugi singl s albuma, "Beatbox", pojavljuje se u American Idolu. Četvrti singl "Dorchester Hotel" objavljen je samo u Njemačkoj.
Dva glazbena videa za pjesme s albuma su objavljene, a to su "No One Sleeps When I'm Awake" (redatelj: Michael Schmelling iz A76 Productions) i "Beatbox" (redatelj: Manuel Concha iz Concha Films).
The Soundi bili su predgrupa sastavu No Doubt, tijekom njihove ljetne turneje 2009. godine. Prije toga, bili su na kratkoj turneji u SAD-u, Europi i Australiji.
Dana 12. rujna 2009. godine, The Soundsi kreću na svjetsku turneju u svrhu promocije albuma. Predgrupe u SAD-u bili su skupine Foxy Shazam i Semi Precious Weapons, a u Europi grupa Matt and Kim.

### Something to Die For
Sljedeći album sastava zove se Something to Die For, a objavljen je 29. ožujka 2011. godine. Pjevačica sastava Maja Ivarsson pojavila se na albumu pop punk sastava All Time Low, Dirty Work na pjesmi "Guts".
Prvi singl s albuma, "Better Off Dead", objavljen je 11. veljače 2011. godine. Pjesma je postavljena na službenu stranicu sastava, zajedno s natjecanjem, u kojem su obožavateljima bile dostupne note pjesme te su tako mogli snimiti svoju verziju pjesme. Za najbolju bi glasali upravo obožavatelji. (pobjednička verzija pojavila bi se kao B-strana na nadolazećoj ploči singla). Svi koji su htjeli, dobili su pristup pjesmi pet dana ranije kako bi imali vremena proučiti pjesmu.  Drugi singl s albuma, "Something To Die For", objavljen je 22. veljače, a nalazi se na soundtracku filma Vrisak 4, na kojem se također nalazi pjesma "Yeah Yeah Yeah". Za treći singl, "Dance With The Devil", snimljen je i glazbeni video, koji je objavljen 19. svibnja. Četvrti singl, "Yeah Yeah Yeah" je također dobio glazbeni video, objavljen 16. veljače 2012. godine.

### Weekend
Na službenom Twitter računu, klavijaturist Jesper Anderberg objavio je kako The Soundsi rade na zasad neimenovanom petom albumu, koji bi trebao biti objavljen tijekom ljeta 2013. godine. The Soundsi su također objavili fotografije na Twitteru i službenoj stranici, uz koje su napisali da su se "zaključali u studio u Švedskoj te dan i noć završavaju peti album". Rekli su da će "ovaj album biti odraz svega što smo radili u zadnjih deset godina, od koncerata do sviranja skupa!" Dana 24. travnja, objavili su da je peti studijski album, imena Weekend, gotov.
Dana 16. svibnja 2013. godine, The Soundsi su objavili dio prvog singla "Shake Shake Shake", koji je objavljen tjedan dana kasnije. U lipnju, rečeno je kako će Soundsi krenuti na Europsku turneju povodom objave albuma, na kojoj će im pregrupe biti sastavi Ghost Beach, Blondfire, i Strange Talk.
Dana 23. rujna, objavljen je istoimeni singl. Album je objavljen 29. listopada 2013. godine.

### Things We Do For Love
Dana 28. veljače 2020. godine, The Soundsi su objavili kako će njihov novi album, Things We Do For Love, biti objavljen 1. svibnja Isti dan su objavili istoimenu pjesmu i najavili turneju po SAD-u. Zbog pandemije koronavirusa, sastav je pomaknuo objavu albuma na 12. lipnja.

## Članovi
- Maja Ivarsson – vokali
- Félix Rodríguez – gitara
- Jesper Anderberg – klavijature, glasovir, gitara
- Johan Bengtsson – bas-gitara
- Fredrik Blond – bubnjevi

## Diskografija
- Living in America (2002.)
- Dying to Say This to You (2006.)
- Crossing the Rubicon (2009.)
- Something to Die For (2011.)
- Weekend (2013.)
- Things We Do For Love (2020.)

## Vanjske poveznice
- Službena web stranica